# Grabovina
Grabovina är en ort i Bosnien och Hercegovina.   Den ligger i entiteten Federationen Bosnien och Hercegovina, i den södra delen av landet, 100 km sydväst om huvudstaden Sarajevo. Grabovina ligger 17 meter över havet och antalet invånare är 947.
Terrängen runt Grabovina är huvudsakligen kuperad, men åt sydost är den platt. Närmaste större samhälle är Čapljina, 1,1 km norr om Grabovina. 
Trakten runt Grabovina består till största delen av jordbruksmark. Runt Grabovina är det ganska tätbefolkat, med 93 invånare per kvadratkilometer.